# Андрија Хебранг
Андрија Хебранг (Баћевац, код Вировитице, 21. септембар 1899 — Београд, 11. јун 1949) хрватски и југословенски политичар. Био је члан ЦК КПЈ и министар у влади ФНРЈ.

## Биографија
Рођен је 21. септембра 1899. године у селу Баћевац, код Вировитице. Члан КПЈ је од оснивања 1919. године. Године 1921. током служења војске у Нишу, осуђен је на шест месеци затвора, због непоштовања претпостављених војних лица.
Године 1923. се вратио у Загреб, али је тамо врло брзо стављен под присмотру полиције, због учествовања у демонстрацијама и активности у синдикалним покретима. Тих година, у Загребу, упознаје Јосипа Броза Тита. Године 1928. упућен је у Берлин, на саветовање југословенских комуниста, али је на том путу ухапшен. Осуђен је на три месеца, али је после жалбеног поступка пуштен. Недуго после тога поново је ухапшен и затворен због илегалних активности. У затвору је дочекао увођење шестојануарске диктатуре, када је са својим сарадницима предат суду у Београду. На суђењу се Хебранг изјаснио као комуниста из уверења, а не као члан Партије. Због комунистичке делатности осуђен је на 12 година затвора. Најпре је био у затвору у Лепоглави, а потом у Сремској Митровици, где је од стране другова из Партије проглашен троцкистом.

### Други светски рат
Почетком 1941. године излази из затвора и враћа се у Загреб, где у септембру постаје члан Оперативног руководства за Хрватску. Крајем фебруара 1942. године хапси га усташка полиција. Приликом хапшења је пружио отпор и био рањен у главу (према неким изворима покушао је самоубиство). После лечења послат је у затвор на Тргу Кулина бана, а потом у логор Стара Градишка. Недуго после преласка у Стару Градишку размењен је, заједно са још 35 партизана, за двојицу усташких првака које су партизани заробили. Реч је о Мирку Вутуцу, натпоручнику УНС-а, и Карлу Вагнеру, управитељу жупањске редарствене области.
По изласку из заробљеништва преузима дужност политичког секретара ЦК КП Хрватске. Учествовао је, као представник Хрватске, на Првом заседању АВНОЈ-а у Бихаћу, новембра 1942. године. Један је од оснивача Земаљског антифашистичког већа народног ослобођења Хрватске. У својим наступима истицао је ЗАВНОХ као израз хрватске суверености и тело надлежно за доношење свих одлука које се односе на Хрватску. Октобра 1944. године, смењен је са функције секретара ЦК КПХ због промовисања аутономаштва КПХ наспрам КПЈ.

### После рата
У Привременој влади ДФЈ именован је за министра индустрије, али је после годину дана смењен и искључен из ЦК КПЈ, због сукоба око концепције државног развоја ФНРЈ. Априла 1948. године је стављен у кућни притвор, у својој кући у Београду, а 7. маја је ухапшен и изведен на саслушање пред партијску комисију. Саслушавање пред партијском комисијом се одвијало у једној кући у Сремској Каменици. Након Петог конгреса КПЈ ту се нашао и Сретен Жујовић, бивши савезни министар финансија. Кућа је била добро чувана, пред њу су постављени стражари и против-авионско оружје.
Партијска комисија је тврдила да поседује сазнања о Хебранговој сарадњи са усташама и то кроз наводно потказивање загребачких комуниста, током окупације, као и да је био совјетски шпијун, због подршке резолуцији Информбироа и одавања тајни Совјетском Савезу. Поводом његовог хапшења совјетски амбасадор је протестовао и тражио да њихови представници буду присутни приликом испитивања, али су захтеви одбијени.
Хебранг никада није признао кривицу. Званично је саопштено да је 11. јуна 1949. године извршио самоубиство, вешањем о радијатор, у београдском затвору Главњача. Службена истрага никада није завршена, а оптужница против њега никада није подигнута, нити му је суђено.
Одлуком Сабора Републике Хрватске 1992. године је политички рехабилитован и проглашен жртвом „комунистичког режима“.
Отац је хрватског лекара и политичара Андрије Хебранга.